# Galló Vilmos
Galló Vilmos (Budapest, 1996. július 31. –) magyar válogatott jégkorongozó.

## Pályafutása
Galló Vilmos a svéd Flemingsbergs IK akadémiáján nevelkedett. 2013 és 2017 között a svéd élvonalbeli Linköpings HC játékosa volt, innen hívták be a magyar válogatottba is először. 2017 től 2019-ig a szintén svéd élvonalbeli Timrå IK játékosa volt. 2019-ben a finn KooKoo szerződtette. 2021 májusában a svéd Luleå HF igazolta le. Novemberben távozott a klubtól, majd korábbi csapata, a Linköpings játékosa lett. A szezon végén részleges combizom-szakadást szenvedett, ezért a világbajnokságon sem tudott szerepelni.

## Díjai, elismerései
Az év magyar jégkorongozója (2019)